# Judith Bernstein
Judith Bernstein   (Nova York i Newark, 14 d'octubre de 1942) és una artista novaiorquesa més coneguda pels seus dibuixos i pintures fàl·liques. Bernstein utilitza el seu art com a vehicle per al seu activisme feminista i contra la guerra, provocant vincles psicològics entre ambdues. La seva obra més coneguda presenta el seu motiu icònic d'un cargol antropomorfitzat, que s'ha convertit en la base d'una sèrie d'al·legories i jocs de paraules visuals. Durant l'inici del Moviment d'Art Feminista, Bernstein va ser membre fundadora de la cooperativa de dones A.I.R. Galeria a Nova York.
Bernstein va passar molts anys ensenyant a l'Escola d'Art+Disseny del SUNY Purchase College, on és professora emèrita. Les seves classes es van centrar en el dibuix "escandalós i a gran escala", així com en el dibuix de la figura. Després de retirar-se de SUNY Purchase, va experimentar un redescobriment al final de la seva carrera, tal com es va destacar al seu perfil de la revista New York Magazine de 2015 titulat "Judith Bernstein, una estrella de l'art per fi als 72". Ha abordat el tema del seu redescobriment a l'any 2015. una entrevista amb The New York Times, que afirmava "Ho dic un renaixement".
Al llarg de la seva vida, Bernstein també ha estat implicada en Guerilla Girls, Art Workers' Coalition i Fight Censorship Group. La seva obra es troba a la col·lecció del Museum of Modern Art, Whitney Museum of American Art, Brooklyn Museum, Jewish Museum, Carnegie Museum, Neuberger Museum, Migros Museum Zürich, Kunsthaus Zürich, Deste Foundation for Contemporary Art, Andy Hall Foundation, Alex Katz Fundació i Col·lecció Verbund.